# Clarence Kingsbury
Clarence Brickwood Kingsbury (Portsmouth, 3 de novembre de 1882 - Portsmouth, 4 de març de 1949) va ser un ciclista en pista anglès que va prendre part en els Jocs Olímpics de Londres de 1908.
En aquells Jocs va guanyar dues medalles d'or en les proves de 20 km i persecució per equips, junt a Benjamin Jones, Leonard Meredith i Ernest Payne.
Finalitzà cinquè dels 5000 metres i fou eliminat a semifinals en la prova de 660 iardes. En la prova d'esprint prengué part en la final, però tots els ciclistes foren desqualificats per superar el temps màxim.